# Ян Амос Коменський
Я́н А́мос Ко́менський (чеськ. Jan Amos Komenský, нім. Johann Amos Comenius; латинізоване ім'я Ioannes Amos Comenius; 28 березня 1592, с. Нівніце — 15 листопада 1670, м. Амстердам) — чеський теолог, мислитель, педагог, письменник (автор — «Велика дидактика», «Материнська школа», «Світ чуттєвих речей у картинках»).
Великою заслугою Коменського було те, що він уперше зібрав і систематизував усі відомості з педагогіки, а також розробив революційні на той час ідеї, зокрема до таких належать ідея класно-урочної системи.
Коменський вважав, що починати навчання треба якомога раніше, що навчальний матеріал повинен обов'язково відповідати вікові учнів, і був переконаний у тому, що розум людини спроможний охопити все, що завгодно. Тільки для цього потрібне в навчанні послідовне й поступове просування вперед, додержуючись безсмертних і універсальних дидактичних правил: «від близького до далекого», «від цілого до окремого», «від знайомого до незнайомого» для того, щоб учні засвоювали систему знань, а не уривчасті відомості. Коменський вважав також, що потрібно з дитинства виробляти позитивні етичні риси (справедливість, поміркованість, мужність; під останньою він розумів також наполегливість у праці). Важливу роль в етичному вихованні відводив прикладу дорослих, систематичному привчанню дітей до корисної діяльності і до виконання правил поведінки. До навчального плану гімназії Коменський ввів, нарівні з традиційними «сімома вільними мистецтвами», природознавство, історію, географію.

## Життєпис

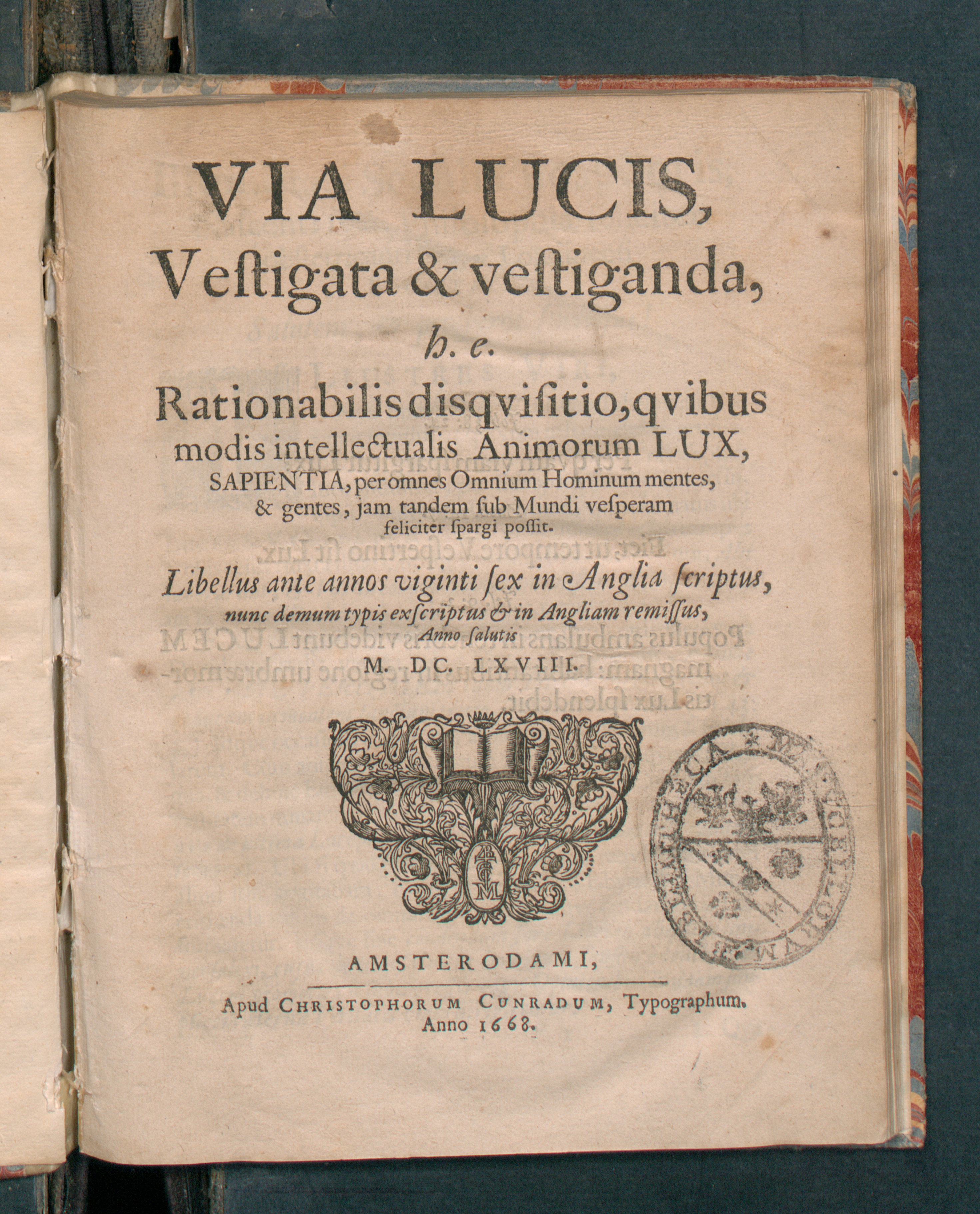
Via Lucis', 1668

Ян Амос Коменський народився у селі Нівніце, що в Південній Моравії (Чехія), неподалік від міста Угерський Брод. Батько Коменського — Мартін Коменський був досить заможною людиною, мав повагу у співгромадян і належав до релігійної громади «Чеських братів» — послідовників гуситського протестантського руху. Саме він, займаючись навчанням маленького сина вдома (головним чином, за Біблією), прищепив йому любов до знань і розумових занять. Пізніше Коменський-син вчився в братській школі Угерсько-Броду, але не закінчив її — 1604 року померли його батьки й сестри. З великої дружної родини залишився лише дванадцятирічний Ян Амос і його старша сестра. Опікуни мало піклувалися про освіту хлопчика й протягом кількох років він вчився лише уривками.
Коли Коменському було 16 років, він вступив до латинської школи. Судячи з пізніших зауважень, він уже тоді почав аналізувати й розуміти, що наявна система освіти, її організація та методи викладання, успадковані від догматичної середньовічної школи, малоефективні й не сприяють розвиткові в учнях любові до знань. Пізніше він назвав свої шкільні роки втраченим часом. Цей особистий негативний досвід рано спонукав Коменського зайнятися вдосконаленням системи шкільної освіти. 1611 року керівники «Чеських братів» направили здібного юнака на богословський факультет Карлового університету в Празі, а пізніше — до Герборнської академії в Німеччині; навчався у Гайдельберзькому університеті. Там молодий чех познайомився з творами багатьох мислителів античності й доби Відродження, увійшов до сфери європейської культури. Особливо виділяв Коменський праці філософа Платона, зокрема ідею про те, що для набуття істинної мудрості слід розвивати власну мову. Досі чеські вчені відзначають внесок Яна Амоса у розвиток сучасної літературної чеської мови, зокрема, його роботу «Мудре красномовство».
Улітку 1613 року Коменський здійснив подорож Північною Європою і того ж року записався до числа слухачів знаменитого Гейдельберзького університету, де провчився близько року. Там він почав роботу над повним словником чеської мови («Скарбниця чеської мови»), але хвороба змусила його припинити заняття. І 1614 року хворий, без грошей молодий Коменський пішки повернувся на батьківщину.
З цього часу починається практична педагогічна діяльність 22-річного Коменського: він став учителем тієї самої школи в м. Пршерові, де декількома роками раніше вчився сам. Він постійно займався самоосвітою, уважно читав твори гуманістів тієї доби, а головне — глибоко вивчав процес навчання в школі і незабаром почав його реформувати заради того, щоб зробити цей процес привабливим для дітей, який пробуджує в них інтерес до знань. Він сміливо порушував традиційні канони тогочасного шкільного життя: широко використовував те, що сьогодні називають «наочність», водив учнів на прогулянки на природу, знайомив їх не лише з книгами, але й з реальним життям, з предметами і явищами, які оточували їх.
У лютому 1628 р. Коменський емігрував до Лєшно під опіку покровителя польських кальвіністів Рафаїла Лещинського.
У 1641 році побував у Лондоні, де зайнявся проектом педагогічної реформи, але скоро в Англії почалася Революція.
Упродовж 1642—1648 рр. він проживав в Ельблонґу в Пруссії, окупованій Швецією. Він сподівався на допомогу шведів у справі визволення Моравії від австрійського гніту, переписувався зі шведським канцлером Акселем Оксеншерною. Проте Вестфальський мир, яким закінчилася Тридцятилітня війна був для Моравії та Чехії катастрофою.
Того ж року померла його друга дружина Марія-Доротея. з якою одружився у Брандисі в 1624 р. Коменський повернувся до Лєшно, де на той час помер головний єпископ громади Чеських братів, запрошений синодом на його місце.
У 1651 р. Коменського запросив правитель Трансільванії Дьордь ІІ Ракоці готувати педагогічну реформу, він проживав у містечку Шарошпатаку. Коменський обвінчав князя Жиґмонда Ракоці з принцесою Генрієттою-Марією, дочкою Фрідріха Пфальцького і Елізабет Стюарт, яку вважав спадкоємицею чеського трону.
У 1654 р. Коменський повернувся до Лєшно, скоро місто зайняли шведи під час «Шведського потопу». Але 22 квітня 1656 р. польські повстанці-католики захопили Лєшно. Шведи (гарнізон зі 150 солдатів) разом із 300 городянами-кальвіністами покинули місто. Коменський подався до Амстердама.

## «Велика дидактика»
У ході Тридцятилітньої війни, після поразки чехів біля Білої гори, Чехія втратила самостійність; почалися жорстокі гоніння, утиски протестантів. Коменський декілька років переховувався в горах, користуючись заступництвом окремих князів — його репутація вже тоді була дуже високою. Саме тоді він почав створювати свою чудову працю — «Велика дидактика» (Загальна теорія навчання) в чотирьох томах, яку закінчив вже у вигнанні. Книгу чекав блискучий успіх. Як написав один сучасник,
...сам автор перестав зневажливо ставитися до свого витвору, який до цього вважав лише гальмом у роботі над важливішою „Пансофією“. Повна назва „Дидактики“ звучить таким чином: „Велика дидактика“, яка містить універсальне мистецтво вчити всіх усьому, або вірний і ретельно продуманий спосіб створювати в усіх громадах, містах і селах кожної християнської держави такі школи, у яких би все юнацтво тієї чи іншої статі, без усякого, де б то не було винятку, могло навчатися наук, удосконалюватися в норовах, наповнюватися благочестям і таким чином у роки юності навчитися всього, що потрібно для справжнього й майбутнього життя … Керівною основою нашої Дидактики нехай буде: Дослідження і відкриття методу, при якому ті, хто вчить, менше б учили, учні більше б училися; у школах було б менше одуріння, даремної праці, а більше дозвілля, радості та ґрунтовного успіху.
Завдання навчання Коменський часто зводить не так до користі конкретної людини (хоч і не уникає її), як до користі передусім держави.
Якщо ти придивишся до порядку, панівного в суспільних і приватних справах добре освіченого народу, там все йде як годинник… У варварів же все схоже на розв'язаний сніп або пісок без цементу.
— писав Коменський в трактаті «Про розвиток природних обдарувань».
У тяжкий період, коли чеський народ втратив національну незалежність, Коменським рухало величезне бажання допомогти Чехії зберегти культурну спадщину, залишену предками, а головне — поліпшити методи виховання і навчання молоді, у чому він бачив запоруку майбутнього своєї країни. Він закликав до того, щоб вся молодь діставала широку універсальну освіту і вважав обов'язковим зв'язок виховання з навчанням мовам — спочатку рідній, потім латини — як мови науки і культури того часу. Тому немає нічого дивного в тому, що його «Дидактика» мала широку підтримку не тільки за кордоном, але й на батьківщині.

Важливо зазначити, що, на відміну від багатьох релігійних людей свого часу, Коменський визнає в прагненні людини до знань Божественну, а не сатанинську природу. Умовою ж задоволення цієї жаги Коменський висуває освіту людини. Коменський казав:
Людина за своєю природою народжується цілеспрямованою і здатною до розуміння найрізноманітніших речей. Властивість пізнання є божественною в людині… Немає потреби що-небудь привносити людині ззовні, треба тільки розвивати, з'ясовувати те, що вона має закладеним у собі самій.

## Інші праці
В Угорщині Коменський закінчив свою працю «Світ чуттєвих речей в картинках», яка стала справжньою революцією в навчальній справі — це був перший в історії підручник, у якому ілюстрації використовувалися як дидактичний засіб, що полегшує дітям засвоєння навчального матеріалу. Підручник витримав величезну кількість видань різними мовами, а його перероблені варіанти використовувалися в європейських школах аж до кінця XIX ст.
За чотири «угорських» роки (1650—1654) Коменський написав також ряд невеликих педагогічних праць, присвячених, як завжди, організації школи і методам навчання в школі. Прагнучи пробудити в дітях інтерес до занять, Коменський, зокрема, широко використав метод драматизації навчального матеріалу. Наприклад, на основі підручника «Відкриті двері мов» він написав вісім шкільних п'єс, що склали одну широко відому книгу — «Школа-гра». Тоді ж Коменський намагався реалізувати — хоча б частково — свою ідею устрою пансофічної школи. Наукове обґрунтування її засад, навчальний план, розпорядок дня були викладені автором у творі «Пансофічна школа» (1651).
1654 року Коменський, що був главою лешненської протестантської громади «Чеських братів», повернувся до Лєшна. Проте під час війни між Польщею і Швецією місто було зруйноване; все майно Коменського і його безцінні рукописи загинули. Притулок вчений знайшов у Амстердамі (1656), де його прийняли з великою пошаною як славетного педагога, автора чудових підручників і методичних праць. Вже через рік там було видано — за ухвалою сенату — зібрання його дидактичних творів у чотирьох частинах, що стало помітною подією в житті Західної Європи. В Амстердамі Коменський працював над капітальною працею «Загальна порада для виправлення справ людських», в якій опрацював план реформи людського суспільства, причому особливу роль приділяв вихованню і освіті громадян. Перші частини цієї праці («Панегерсія» — «Всезагальне пробудження» і «Панавгія» — «Всезагальне осяяння») були видані в Амстердамі 1662 року, рукописи ж інших п'яти частин були загублені й знайдені тільки в XX ст. у Німеччині. 
Повністю праця латиною була опублікована в Празі тільки 1966 року.
Загалом Ян Амос Коменський написав понад 250 творів, присвячених одній темі — освіті. Він був глибоко впевнений у тому, що загальна освіта, створення нової школи допоможуть виховувати людей у дусі гуманізму, солідарності, взаєморозуміння. Помер Коменський 1670 року на чужині — в Амстердамі.

## Видання творів українською
Єдине видання «Великої дидактики» українською побачило світ в радянські часи в 1940 році. І це був переклад з російської. Аналізуючи ідеї Коменського у численних статтях, дисертаціях і монографіях, українські вчені посилаються майже виключно на твори славетного педагога в російських перекладах. Фрагменти твору «Лабіринт світу і рай серця» українською були надруковані у 2000 році. Деякі твори чи їхні уривки можна знайти у хрестоматіях з історії педагогіки. 

## Увічнення пам'яті
У березні 2017 року в Мукачевому встановлено меморіальну дошку Яну Амосу Коменському з нагоди 425-ї річниця з дня народження.
На честь Яна Амоса Коменського названо астероїд 1861 Коменскі.